# Nubl
Nubl (tiếng Ả Rập: نبل, cũng đánh vần là Nubbul hoặc Nubbol) là một thành phố nhỏ ở miền bắc Syria, một phần hành chính của Tỉnh Aleppo, nằm ở phía tây bắc Aleppo. Các địa phương lân cận bao gồm al-Zahraa ngay lập tức ở phía nam, Anadan ở phía đông nam, Tel Rifaat ở phía đông bắc, Aqiba ở phía bắc, Barad ở phía tây và Mayer ngay về phía đông. Theo Cục Thống kê Trung ương Syria (CBS), Nubl có dân số 21.039 trong cuộc điều tra dân số năm 2004. Cư dân của nó chủ yếu là người Hồi giáo Shia và cùng với al-Zahraa gần đó, Nubl tạo thành một túi nhỏ có người Shia ở trong một khu vực chủ yếu là người Hồi giáo Sunni ở Tỉnh Aleppo.

Nubl là trung tâm hành chính của Nahiya Nubl của quận Azaz.

## Nội chiến Syria
Nubl và al-Zahraa bị bao vây bởi Quân đội Syria Tự do (FSA), Mặt trận al-Nusra (chi nhánh Syria của al-Qaeda) và Ahrar al-Sham. Việc di chuyển ra khỏi Nubl bị hạn chế nghiêm trọng, và nó dựa vào hàng hóa được Quân đội Syria vận chuyển bằng không quân. Mặc dù mối quan hệ giữa người dân Nubl và các ngôi làng xung quanh thường rất thân thiện, nhưng trong cuộc nội chiến Syria đang diễn ra, những người ủng hộ chống chính phủ từ các làng Sunni gần đó đã tuyên bố rằng Nubl và al-Zahraa đã tổ chức các nhóm dân quân thân chính phủ. Có rất nhiều vụ bắt cóc ăn miếng trả miếng giữa các làng Nubl và phe đối lập ở khu vực lân cận. Sau nhiều tháng bị phiến quân bao vây và bắt cóc liên tục, các ủy ban nổi tiếng ở hai thị trấn đã đồng ý bắt đầu đàm phán với phiến quân Sunni vào ngày 27 tháng 3 năm 2013. Thỏa thuận đàm phán được tổ chức bởi các bên người Kurd từ khu vực Kurd Dagh lân cận, nơi được kiểm soát bởi các chiến binh người Kurd của PYD. Các cuộc đàm phán đã được người Kurd làm trung gian, và một số cá nhân bị bắt cóc đã được giải thoát từ cả hai phía.
Vào ngày 3 tháng 2 năm 2016, một cuộc tấn công của Quân đội Ả Rập Syria và Hezbollah đã kết thúc cuộc bao vây.